# The Wrong Side of Heaven and the Righteous Side of Hell, Volume 1
The Wrong Side of Heaven and the Righteous Side of Hell, Volume 1 — четвертий студійний альбом американського хеві-метал гурту Five Finger Death Punch і перший із двох альбомів, що колектив випустив 2013 року; представлений 30 липня 2013 року під лейблом Prospect Park. Попередні замовлення на альбом стартували в iTunes 18 червня 2013 року. Альбом дебютував у хіт-параді Billboard 200 на 2-му місці, що є їх найвищою позицією в цій країні з проданими 113 000 копіями. Volume 2 і Got Your Six зрештою повторять цей рекорд. Альбом отримав платинову сертифікацію від Американської асоціації звукозаписної індустрії (RIAA) за тираж не менше 1 000 000 копій. Альбом повністю спродюсований Кевіном Чурко та Five Finger Death Punch.

## Передісторія
15 лютого 2013 року Five Finger Death Punch оголосили, що працюють над своїм четвертим альбомом. 18 березня гурт опублікував промо-відео майбутнього туру з новою піснею під назвою «Here to Die». У підсумку пісня з'явилася у «The Wrong Side of Heaven and The Righteous Side of Hell, Volume 2» на першій позиції.

1 травня 2013 року гурт оголосив, що вони випустять два студійні альбоми цього року: The Wrong Side of Heaven and The Righteous Side of Hell, Volume 1 вийде 30 липня, а Volume 2 — пізніше цього ж року. Ось що гітарист Золтан Баторі сказав про рішення гурту випустити два альбоми:
«Після кількох чудових років гастролей ми вирішили зосередити сили для запису четвертої платівки. Усі були в потрібному місці, а гурт був міцніший ніж будь-коли, тож це був ідеальний шторм. Ми зрозуміли, що у нас є матеріал для 12-13 пісень, проте придумували все кращий і кращий. Тому вирішили, що немає причини зупинятись і продовжили. Як тільки ми пройшли 24-ту пісню, ми зрозуміли, що нам доведеться зробити подвійний альбом. У нас була така величезна кількість музики, яка нам дуже важлива, можливо, найкращий матеріал, який коли-небудь створював цей гурт. На той момент не було можливості вирішити, які пісні залишити в альбомі. Тому ми прийняли рішення видати їх усіх». 
На відміну від другої частини, у першій представлені численні гості, включаючи вищезгаданого Роба Хелфорда і Tech N9ne, а також Марію Брінк. Делюкс версія включає також кооперацію із Максом Кавалером та Джеймі Джастаом.

## Сингли
Початковим треком і головним синглом альбому є «Lift Me Up», у записі якого взяв участь вокаліст гурту Judas Priest Роб Гелфорд. Гурт дебютував з піснею наживо під час 5-ї щорічної церемонії вручення премії Golden God Awards. Згодом він вийшов як сингл 2 травня 2013 року. Співак Айвен Муді зауважив, що «просто працювати поруч із такою іконою, як Роб Хелфорд, The Metal God, було абсолютно сюрреалістично». Муді сказав про ліричні теми пісні: «Сама пісня спочатку була написана про подолання повсякденних перешкод і не зовсім ідеальних ситуацій. Більшість з нас не народилися зі срібною ложкою в роті, але якщо життя роздало вам усі неправильні карти, ви все одно повинні грати».
Другий сингл альбому, кавер LL Cool J на пісню «Mama Said Knock You Out», був представлений 25 березня 2014 року. У записі цієї пісні взяв участь американський репер Tech N9ne.
Третім синглом альбому став заголовний трек для обох альбомів, «Wrong Side of Heaven».

## Список пісень
| #   | Назва                                                         | Тривалість |
| --- | ------------------------------------------------------------- | ---------- |
| 1.  | «Lift Me Up» (за уч. Роба Гелфорд із Judas Priest)            | 4:06       |
| 2.  | «Watch You Bleed»                                             | 3:43       |
| 3.  | «You»                                                         | 3:03       |
| 4.  | «Wrong Side of Heaven»                                        | 4:31       |
| 5.  | «Burn MF»                                                     | 3:37       |
| 6.  | «I.M.Sin»                                                     | 3:39       |
| 7.  | «Anywhere But Here» (за уч. Марії Брінк із In This Moment)    | 3:45       |
| 8.  | «Dot Your Eyes»                                               | 3:15       |
| 9.  | «M.I.N.E (End This Way)»                                      | 4:06       |
| 10. | «Mama Said Knock You Out» (за уч. Tech N9ne, LL Cool J кавер) | 2:47       |
| 11. | «Diary of a Deadman»                                          | 4:44       |

| Додаткові пісні | Додаткові пісні                                              | Додаткові пісні |
| #               | Назва                                                        | Тривалість      |
| --------------- | ------------------------------------------------------------ | --------------- |
| 12.             | «I.M.Sin» (за уч. Макса Кавалера із Soulfly)                 | 3:39            |
| 13.             | «Anywhere But Here» (дует із Марією Брінк із In This Moment) | 3:46            |
| 14.             | «Dot Your Eyes» (за уч. Джеймі Джаста із Hatebreed)          | 3:15            |
| 52:08           |                                                              |                 |

| Диск 2: Purgatory (Tales from the Pit) (концертний альбом) | Диск 2: Purgatory (Tales from the Pit) (концертний альбом) | Диск 2: Purgatory (Tales from the Pit) (концертний альбом) |
| #                                                          | Назва                                                      | Тривалість                                                 |
| ---------------------------------------------------------- | ---------------------------------------------------------- | ---------------------------------------------------------- |
| 1.                                                         | «Intro»                                                    | 1:00                                                       |
| 2.                                                         | «Under and Over It»                                        | 4:09                                                       |
| 3.                                                         | «Burn It Down»                                             | 4:07                                                       |
| 4.                                                         | «American Capitalist»                                      | 3:33                                                       |
| 5.                                                         | «Hard to See»                                              | 3:45                                                       |
| 6.                                                         | «Coming Down»                                              | 5:07                                                       |
| 7.                                                         | «Bad Company»                                              | 4:57                                                       |
| 8.                                                         | «White Knuckles»                                           | 10:00                                                      |
| 9.                                                         | «Drum Solo»                                                | 4:16                                                       |
| 10.                                                        | «Far from Home»                                            | 2:29                                                       |
| 11.                                                        | «Never Enough»                                             | 3:42                                                       |
| 12.                                                        | «War Is the Answer»                                        | 5:44                                                       |
| 13.                                                        | «Remember Everything»                                      | 5:14                                                       |
| 14.                                                        | «No One Gets Left Behind»                                  | 3:49                                                       |
| 15.                                                        | «The Bleeding»                                             | 7:16                                                       |
| 69:08                                                      |                                                            |                                                            |

## Чарти
| Чарт (2013)                                          | Найвища позиція |
| ---------------------------------------------------- | --------------- |
| Австралія Australian Albums (ARIA)                   | 13              |
| Австрія Austrian Albums (Ö3 Austria)                 | 5               |
| Canadian Albums (Billboard)                          | 3               |
| Фінляндія Finnish Albums (Suomen virallinen lista)   | 7               |
| German Albums Chart (Offizielle Top 100)             | 4               |
| Нова Зеландія New Zealand Albums (Recorded Music NZ) | 26              |
| Шотландія Scottish Albums (OCC)                      | 16              |
| Швеція Swedish Albums (Sverigetopplistan)            | 14              |
| Швейцарія Swiss Albums (Schweizer Hitparade)         | 34              |
| Велика Британія UK Albums (OCC)                      | 21              |
| US Billboard 200                                     | 2               |
| US Top Rock Albums (Billboard)                       | 1               |
| US Hard Rock Albums (Billboard)                      | 1               |
| US Digital Albums (Billboard)                        | 2               |
| US Independent Albums (Billboard)                    | 1               |
| US Tastemaker Albums (Billboard)                     | 2               |

### Річні чарти
| Чарт (2013)                       | Позиція |
| --------------------------------- | ------- |
| US Billboard 200                  | 91      |
| US Hard Rock Albums (Billboard)   | 4       |
| US Independent Albums (Billboard) | 8       |
| US Top Rock Albums (Billboard)    | 21      |

| Чарт (2014)                       | Позиція |
| --------------------------------- | ------- |
| US Billboard 200                  | 186     |
| US Hard Rock Albums (Billboard)   | 7       |
| US Independent Albums (Billboard) | 12      |
| US Top Rock Albums (Billboard)    | 34      |

## Сертифікації
| Регіон | Сертифікація | Продажі   |
| --- | ------------ | --------- |
| Канада (Music Canada)                                                                                            | Золотий      | 40 000^   |
| США (RIAA) | Платиновий   | 1 000 000 |
| ^відвантаження, що базуються лише на сертифікаціях · продажі+прослуховування, що базуються лише на сертифікаціях |              |           |